# Посольство России в Гайане
Посольство России в Джорджтауне (англ. The Embassy of Russia in Georgetown) — дипломатическое представительство Российской Федерации в столице Гайаны, городе Джорджтаун. Посольство также представляет интересы России на Барбадосе, Гренаде, Сент-Винсенте и Гренадинах и Тринидаде и Тобаго.

## История отношений
Впервые дипломатические отношения между Гайаной и СССР установлены 17 декабря 1970 года. 8 января 1992 года Гайана официально признала Российскую Федерацию в качестве государства-продолжателя СССР.
В 2003, 2007 и 2010 годах президент Гайаны Бхаррат Джагдео побывал с визитом в Москве. В 2005 году между двумя странами было подписано соглашение о безвизовых поездках для владельцев дипломатических и служебных паспортов. В 2010 году правительство Гайаны установило безвизовый режим для российских граждан.
В 2003 году подписано соглашение о сотрудничестве между Российским университетом дружбы народов и Университетом Гайаны.
С 2005 года в Гайане работало совместное предприятие Русал — Bauxite Company of Guyana Inc. по добыче бокситов. Предприятие было закрыто в феврале 2020 года в связи с социальным напряжением вокруг предприятия.

## Послы России в Гайане
- Михаил Аркадьевич Соболев (1991—1995)
- Тахир Бяшимович Дурдыев (1995—1999)
- Игорь Николаевич Прокопьев (1999—2002)
- Владимир Степанович Стариков (2002—2007)
- Павел Артемьевич Сергиев (2007—2011)
- Николай Дмитриевич Смирнов (2011—2017)
- Александр Сергеевич Курмаз (2017—2025)
- Андрей Анатольевич Прицепов (2025 — н. в.)